# Sociellus
Sociellus is een geslacht van eenoogkreeftjes uit de familie van de Anchimolgidae. De wetenschappelijke naam van het geslacht is voor het eerst geldig gepubliceerd in 1991 door Humes.

## Soorten
- Sociellus geminus Kim I.H., 2006
- Sociellus torus Humes, 1992